# فهرست شیمیدانان برجسته ایران
فهرست شیمیدانان برجسته ایران فهرستی از شیمیدانان ایرانی است که هر ساله توسط انجمن شیمی ایران در گرایش‌های مختلف شیمی انتخاب و معرفی می‌گردند. این شیمی‌دانان با عنوان‌های شیمیدان برجسته پیشکسوت، شیمیدان برجسته جوان و شیمیدان برجسته کشور معرفی می‌شوند.

## بر اساس گرایش و سال

### شیمی آلی
|    | نام                  | سمینار                                  | زمان                  | دانشگاه محل تجلیل                         | عنوان                  | منبع        |
| ۱  | سید محمد بلورچیان    | سومین کنگره شیمی و مهندسی شیمی ایران    | شهریور ماه ۱۳۶۷       | سیستان و بلوچستان                         | اولین شیمیدان برجسته   |             |
| ۲  | حبیب‌الله فیروزآبادی  | چهارمین کنگره شیمی و مهندسی شیمی ایران  | شهریور ماه ۱۳۶۸       | گیلان                                     | دومین شیمیدان برجسته   |             |
| ۳  | غلامحسین حکیم الهی   | پنجمین کنگره شیمی و مهندسی شیمی ایران   | شهریور ماه ۱۳۶۹       | علم و صنعت                                | سومین شیمیدان برجسته   |             |
| ۴  | محسن قلمکار معظم اول | دومین سمینار شیمی آلی ایران             | خرداد ماه ۱۳۷۱        | مازندران                                  | شیمیدان برجسته         |             |
| ۵  | عباس شفیعی           | نهمین کنگره شیمی و مهندسی شیمی ایران    | ۱۵–۱۷ شهریور ۱۳۷۳     | سازمان پژوهشهای علمی و صنعتی ایران        | شیمیدان برجسته         |             |
| ۶  | عباس شفیعی           | دهمین کنگره شیمی و مهندسی شیمی ایران    | ۱۴–۱۶ شهریور ماه ۱۳۷۴ | موسسه استاندارد و تحقیقات صنعتی ایران-کرج | شیمیدان برجسته         |             |
| ۷  | محمدرضا سعیدی        | دهمین سمینار شیمی آلی ایران             | ۱۹–۲۱ شهریور ۱۳۸۱     | گیلان                                     | شیمیدان برجسته         |             |
| ۸  | علمدار آشناگر        | سیزدهمین سمینار آلی ایران               | ۱۳۸۵                  | علوم پزشکی اهواز                          | شیمیدان برجسته         |             |
| ۸  | رشید بدری            | شانزدهمین سمینار آلی ایران              | ۲۳–۲۵ مرداد ۱۳۸۸      | زنجان                                     | شیمیدان برجسته         |             |
| ۹  | عزیز شهریسا          | شانزدهمین سمینار آلی                    | ۲۳–۲۵ مرداد ۱۳۸۸      | زنجان                                     | شیمیدان برجسته         |             |
| ۱۰ | احمد شعبانی          | هفدهمین سمینار آلی ایران                | ۲۱–۲۳ مهر ۱۳۸۹        | مازندران                                  | شیمیدان برجسته         |             |
| ۱۱ | شادپور ملک پور       | هفدهمین سمینار آلی ایران                | ۲۱–۲۳ مهر ۱۳۸۹        | مازندران                                  | شیمیدان برجسته         |             |
| ۱۲ | هاشم شرقی            | پانزدهمین کنگره ملی ایران               | ۱۳–۱۵ شهریور ۱۳۹۰     | بوعلی سینا                                | شیمیدان برجسته پیشکسوت |             |
| ۱۳ | ایرج محمد پور        | پانزدهمین کنگره ملی ایران               | ۱۳–۱۵ شهریور ۱۳۹۰     | بوعلی سینا                                | شیمیدان برجسته جوان    |             |
| ۱۴ | عبدالرضا حاجی پور    | هجدهمین سمینار آلی ایران                | ۱۷–۱۹ اسفند ۱۳۹۰      | سیستان و بلوچستان                         | شیمیدان برجسته پیشکسوت |             |
| ۱۵ | بابک کریمی           | هجدهمین سمینار آلی ایران                | ۱۷–۱۹ اسفند ۱۳۹۰      | سیستان و بلوچستان                         | شیمیدان برجسته جوان    |             |
| ۱۶ | کاظم سعیدی           | نوزدهمین سمینار شیمی آلی ایران          | ۱۵–۱۷ شهریور ۱۳۹۱     | ولی عصر رفسنجان                           | شیمیدان برجسته پیشکسوت |             |
| ۱۷ | پیمان صالحی          | نوزدهمین سمینار شیمی آلی ایران          | ۱۵–۱۷ شهریور ۱۳۹۱     | ولی عصر رفسنجان                           | شیمیدان برجسته جوان    |             |
| ۱۸ | علی خلفی نژاد        | بیستمین سمینار آلی ایران                | ۱۲–۱۴ تیر ۱۳۹۲        | بوعلی سینا                                | شیمیدان برجسته پیشکسوت |             |
| ۱۹ | سعید بلالائی         | بیستمین سمینار آلی ایران                | ۱۲–۱۴ تیر ۱۳۹۲        | بوعلی سینا                                | شیمیدان برجسته جوان    |             |
| ۲۰ | فیروز مطلوبی مقدم    | شانزدهمین کنگره شیمی ایران              | ۱۶–۱۸ شهریور ۱۳۹۲     | یزد                                       | شیمیدان برجسته پیشکسوت |             |
| ۲۱ | محمدعلی زلفی‌گل       | شانزدهمین کنگره شیمی ایران              | ۱۶–۱۸ شهریور ۱۳۹۲     | یزد                                       | شیمیدان برجسته جوان    |             |
| ۲۲ | محمد رحیمی زاده      | بیست و یکمین سمینار شیمی آلی ایران      | ۲۲–۲۴ اسفند ۱۳۹۲      | ایلام                                     | شیمیدان برجسته پیشکسوت |             |
| ۲۳ | علی رمضانی           | بیست و یکمین سمینار شیمی آلی ایران      | ۲۲–۲۴ اسفند ۱۳۹۲      | ایلام                                     | شیمیدان برجسته جوان    |             |
| ۲۴ | محمود تاج بخش        | بیست و دومین سمینار شیمی آلی ایران      | ۲۸–۳۰ مرداد ۱۳۹۳      | تبریز                                     | شیمیدان برجسته پیشکسوت |             |
| ۲۵ | مهدی ادیب            | بیست و دومین سمینار شیمی آلی ایران      | ۲۸–۳۰ مرداد ۱۳۹۳      | تبریز                                     | شیمیدان برجسته جوان    |             |
| ۲۶ | محمد مهدی خدائی      | هفدهمین کنگره شیمی ایران                | شهریور ۱۳۹۳           | ولی عصر رفسنجان                           | شیمیدان برجسته پیشکسوت |             |
| ۲۷ | فرهاد شیرینی         | هفدهمین کنگره شیمی ایران                | شهریور ۱۳۹۳           | ولی عصر رفسنجان                           | شیمیدان برجسته جوان    |             |
| ۲۸ | علی پورجوادی         | هجدهمین کنگره شیمی ایران                | شهریور ۱۳۹۴           | سمنان                                     | شیمیدان برجسته پیشکسوت |             |
| ۲۹ | بابک کبودین          | هجدهمین کنگره شیمی ایران                | شهریور ۱۳۹۴           | سمنان                                     | شیمیدان برجسته جوان    |             |
| ۳۰ | اردشیر خزایی         | بیست و سومین سمینار شیمی آلی ایران      | شهریور ۱۳۹۴           | کردستان                                   | شیمیدان برجسته پیشکسوت |             |
| ۳۱ | ملک طاهر مقصودلو     | بیست و سومین سمینار شیمی آلی ایران      | شهریور ۱۳۹۴           | کردستان                                   | شیمیدان برجسته جوان    |             |
| ۳۲ | سید مهدی بکاولی      | بیست و چهارمین سمینار شیمی آلی ایران    | شهریور ۱۳۹۵           | شهید مدنی آذربایجان                       | شیمیدان برجسته پیشکسوت |             |
| ۳۳ | خدابخش نیکنام        | بیست و چهارمین سمینار شیمی آلی ایران    | شهریور ۱۳۹۵           | شهید مدنی آذربایجان                       | شیمیدان برجسته جوان    |             |
| ۳۴ | مهران غیاثی          | نوزدهمین کنگره شیمی ایران               | اسفند ۱۳۹۵            | شیراز                                     | شیمیدان برجسته پیشکسوت |             |
| ۳۵ | عبدالعلی علیزاده     | نوزدهمین کنگره شیمی ایران               | اسفند ۱۳۹۵            | شیراز                                     | شیمیدان برجسته جوان    | [ ۱ ]       |
| ۳۶ | حسین نعیمی           | بیست و پنجمین سمینار شیمی آلی ایران     | شهریور ۱۳۹۶           | علم و صنعت ایران                          | شیمیدان برجسته کشور    | [ ۲ ] [ ۳ ] |
| ۳۷ | بی بی فاطمه میرجلیلی | بیست و پنجمین سمینار شیمی آلی ایران     | شهریور ۱۳۹۶           | علم و صنعت ایران                          | شیمیدان برجسته کشور    | [ ۴ ] [ ۵ ] |
| ۳۸ | مینو دبیری           | بیستمین کنگره ملی شیمی انجمن شیمی ایران | تیر ۹۷                | فردوسی مشهد                               | شیمیدان برجسته کشور    | [ ۶ ]       |
| ۳۹ | ایوب بازگیر          | بیست و ششمین سمینار شیمی آلی ایران      | اسفند ۱۳۹۷            | زابل                                      | شیمیدان برجسته کشور    | [ ۷ ]       |
| ۴۰ | حسین عشقی            | بیست و هفتمین کنفرانس شیمی آلی ایران    | شهریور ماه ۱۳۹۸       | ارومیه                                    | شیمیدان برجسته کشور    | [ ۸ ]       |

### شیمی تجزیه
|    | نام                    | دانشگاه محل کار                   | عنوان                  | زمان                | سمینار                                                                    | دانشگاه محل تجلیل                 | منبع          |
| ۱  | محمد جامع الاحمدی      |                                   | شیمیدان برجسته صنعت    | فروردین ۱۳۷۲        | چهارمین سمینار شیمی تجزیه ایران                                           | فردوسی مشهد                       |               |
| ۲  | علی معصومی             | شهید بهشتی                        | شیمیدان برجسته         | شهریور ۱۳۷۲         | هشتمین کنگره شیمی و مهندسی شیمی ایران و اولین کنگره بین‌المللی ایران       | شهید بهشتی                        | [ ۹ ]         |
| ۳  | مهدی گلابی             | تبریز                             | شیمیدان پیشکسوت        | فروردین ۱۳۷۳        | پنجمین سمینار شیمی تجزیه ایران                                            | صنعتی اصفهان                      |               |
| ۴  | افسانه صفوی            | شیراز                             | پژوهشگر جوان           | تیر ۱۳۷۴            | ششمین سمینار شیمی تجزیه ایران                                             | مازندران                          |               |
| ۵  | سیدنصراله حاج سیدجوادی |                                   | شیمیدان پیشکسوت        | شهریور ۱۳۷۵         | یازدهمین کنگره شیمی و مهندسی شیمی ایران                                   | تربیت معلم تهران                  |               |
| ۶  | مجتبی شمسی‌پور          | رازی کرمانشاه                     | شیمیدان برجسته         | ۲۷–۲۹ بهمن ۱۳۷۷     | سیزدهمین کنگره شیمی و مهندسی شیمی ایران                                   | تربیت مدرس                        |               |
| ۷  | مهدی جلالی هروی        | صنعتی شریف                        | شیمیدان برجسته         | ۸–۱۰ بهمن ۱۳۸۱      | دوازدهمین سمینار شیمی تجزیه ایران                                         | مازندران                          |               |
| ۸  | جوانشیر جوزن           | تبریز                             | شیمیدان برجسته         | ۸–۱۰ اسفند ۱۳۸۵     | پانزدهمین سمینار شیمی تجزیه ایران                                         | شیراز                             |               |
| ۹  | افسانه صفوی            | شیراز                             | شیمیدان برجسته         | ۸–۱۰ اسفند ۱۳۸۵     | پانزدهمین سمینار شیمی تجزیه ایران                                         | شیراز                             |               |
| ۱۰ | علی‌اصغر انصافی         | صنعتی اصفهان                      | پژوهشگر نمونه          | ۸–۱۰ اسفند ۱۳۸۵     | پانزدهمین سمینار شیمی تجزیه ایران                                         | شیراز                             |               |
| ۱۱ | محمدکاظم امینی         | اصفهان                            | شیمیدان برجسته پیشکسوت | ۶–۸ مرداد ۱۳۸۸      | شانزدهمین سمینار تجزیه ایران                                              | بوعلی سینا                        |               |
| ۱۲ | ناهید پوررضا           | شهید چمران اهواز                  | شیمیدان برجسته جوان    | ۶–۸ مرداد ۱۳۸۸      | شانزدهمین سمینار تجزیه ایران                                              | بوعلی سینا                        |               |
| ۱۳ | مهدی گلابی             | تبریز                             | شیمیدان برجسته         | ۲۸–۳۰ بهمن ماه ۱۳۸۸ | چهاردهمین کنگره شیمی و مهندسی شیمی ایران                                  | تربیت معلم                        |               |
| ۱۴ | غلامحسین رونقی         | تبریز                             | شیمیدان پیشکسوت        | ۲۳–۲۵ شهریور ۱۳۸۹   | هفدهمین سمینار تجزیه ایران                                                | کاشان                             |               |
| ۱۵ | عباس افخمی             | بوعلی سینا                        | شیمیدان برجسته جوان    | ۲۳–۲۵ شهریور ۱۳۸۹   | هفدهمین سمینار تجزیه ایران                                                | کاشان                             |               |
| ۱۶ | محمدرضا حاج‌محمدی       | مازندران                          | شیمیدان برجسته پیشکسوت | ۲۸–۳۰ اردیبهشت ۱۳۹۰ | هجدهمین سمینار تجزیه ایران                                                | سیستان و بلوچستان                 |               |
| ۱۷ | حبیب باقری             | صنعتی شریف                        | شیمیدان برجسته جوان    | ۲۸–۳۰ اردیبهشت ۱۳۹۰ | هجدهمین سمینار تجزیه ایران                                                | سیستان و بلوچستان                 |               |
| ۱۸ | علی سرافراز یزدی       | فردوسی مشهد                       | شیمیدان برجسته پیشکسوت | ۱۳–۱۵ شهریور ۱۳۹۰   | پانزدهمین کنگره ملی، سال جهانی شیمی                                       | بوعلی سینا                        |               |
| ۱۹ | میرفضل الله موسوی      | تربیت مدرس                        | شیمیدان برجسته جوان    | ۱۳–۱۵ شهریور ۱۳۹۰   | پانزدهمین کنگره ملی، سال جهانی شیمی                                       | بوعلی سینا                        |               |
| ۲۰ | جمشید منظوری لشکر      | تبریز                             | شیمیدان برجسته پیشکسوت | ۸–۱۰ اسفند ۱۳۹۱     | نوزدهمین سمینار شیمی تجزیه ایران                                          | فردوسی مشهد                       |               |
| ۲۱ | محمدرضا گنجعلی         | تهران                             | شیمیدان برجسته جوان    | ۸–۱۰ اسفند ۱۳۹۱     | نوزدهمین سمینار شیمی تجزیه ایران                                          | فردوسی مشهد                       |               |
| ۲۲ | عبدالکریم عباسپور      | شیراز                             | شیمیدان برجسته پیشکسوت | ۱۶–۱۸ شهریور ۱۳۹۲   | شانزدهمین کنگره شیمی ایران                                                | یزد                               |               |
| ۲۳ | یداله یمینی            | تربیت مدرس                        | شیمیدان برجسته جوان    | ۱۶–۱۸ شهریور ۱۳۹۲   | شانزدهمین کنگره شیمی ایران                                                | یزد                               |               |
| ۲۴ | محمود چمساز            | فردوسی مشهد                       | شیمیدان برجسته پیشکسوت | ۶–۸ اسفند ۱۳۹۲      | بیستمین سمینار شیمی تجزیه ایران                                           | صنعتی اصفهان                      |               |
| ۲۵ | داود نعمت‌الهی          | بوعلی سینا                        | شیمیدان برجسته جوان    | ۶–۸ اسفند ۱۳۹۲      | بیستمین سمینار شیمی تجزیه ایران                                           | صنعتی اصفهان                      |               |
| ۲۶ | کاظم کارگشا            | پژوهشگاه شیمی و مهندسی شیمی ایران | شیمیدان برجسته پیشکسوت | ۱۳–۱۵ شهریور ۱۳۹۳   | هفدهمین کنگره ملی شیمی ایران و اولین کنگره شهدای شیمی و مهندسی شیمی ایران | ولی عصر رفسنجان                   |               |
| ۲۷ | پرویز نوروزی           | تهران                             | شیمیدان برجسته جوان    | ۱۳–۱۵ شهریور ۱۳۹۳   | هفدهمین کنگره ملی شیمی ایران و اولین کنگره شهدای شیمی و مهندسی شیمی ایران | ولی عصر رفسنجان                   |               |
| ۲۸ | محمدحسین ارباب زوار    | فردوسی مشهد                       | شیمیدان برجسته پیشکسوت | ۸–۱۰ شهریور ۱۳۹۴    | هجدهمین کنگره شیمی ایران                                                  | سمنان                             |               |
| ۲۹ | بهرام همتی‌نژاد         | شیراز                             | شیمیدان برجسته جوان    | ۸–۱۰ شهریور ۱۳۹۴    | هجدهمین کنگره شیمی ایران                                                  | سمنان                             |               |
| ۳۰ | محمدحسین سرورالدین     | تبریز                             | شیمیدان برجسته پیشکسوت | ۶–۸ بهمن ۱۳۹۴       | بیست و دومین سمینار شیمی تجزیه ایران                                      | پژوهشگاه شیمی و مهندسی شیمی ایران |               |
| ۳۱ | عبداله سلیمی           | کردستان                           | شیمیدان برجسته جوان    | ۶–۸ بهمن ۱۳۹۴       | بیست و دومین سمینار شیمی تجزیه ایران                                      | پژوهشگاه شیمی و مهندسی شیمی ایران |               |
| ۳۲ | حسین فقیهیان           | اصفهان                            | شیمیدان برجسته پیشکسوت | ۹–۱۱ شهریور ۱۳۹۵    | بیست و سومین سمینار شیمی تجزیه ایران                                      | صنعتی شریف                        |               |
| ۳۳ | حمید عبداللهی          | تحصیلات تکمیلی زنجان              | شیمیدان برجسته جوان    | ۹–۱۱ شهریور ۱۳۹۵    | بیست و سومین سمینار شیمی تجزیه ایران                                      | صنعتی شریف                        |               |
| ۳۴ | هوشنگ پرهام            | شهید چمران اهواز                  | شیمیدان برجسته پیشکسوت | ۳–۵ اسفند ۱۳۹۵      | نوزدهمین کنگره شیمی ایران                                                 | شیراز                             |               |
| ۳۵ | سعید شاهرخیان          | صنعتی شریف                        | شیمیدان برجسته جوان    | اسفند ۱۳۹۵          | نوزدهمین کنگره شیمی ایران                                                 | شیراز                             | [ ۱ ]         |
| ۳۶ | مهراورنگ قائدی         | یاسوج                             | شیمیدان برجسته کشور    | شهریور ۱۳۹۶         | بیست و چهارمین سمینار شیمی تجزیه ایران                                    | شهید مدنی آذربایجان               | [ ۱۰ ] [ ۱۱ ] |
| ۳۷ | ابراهیم نوروزیان       | شهید باهنر کرمان                  | شیمیدان برجسته کشور    | تیر ۹۷              | بیستمین کنگره ملی شیمی انجمن شیمی ایران                                   | فردوسی مشهد                       | [ ۱۲ ]        |
| ۳۸ | بهزاد رضائی            | صنعتی اصفهان                      | شیمیدان برجسته کشور    | تیر ۹۷              | بیستمین کنگره ملی شیمی انجمن شیمی ایران                                   | فردوسی مشهد                       | [ ۱۳ ]        |
| ۳۹ | جهانبخش رئوف           | مازندران                          | شیمیدان برجسته کشور    | شهریور ۹۷           | بیست و پنجمین سمینار شیمی تجزیه ایران                                     | تبریز                             | [ ۱۴ ]        |
| ۴۰ | طیبه مدرکیان           | بوعلی سینا                        | شیمیدان برجسته کشور    | شهریور ۹۸           | بیست و ششمین سمینار شیمی تجزیه انجمن شیمی ایران                           | سمنان                             | [ ۱۵ ]        |

### شیمی معدنی
|    | نام                     | دانشگاه محل کار             | سمینار                                                                    | زمان            | دانشگاه محل تجلیل                 | عنوان                  | منبع          |
| ۱  | منصور عابدینی           |                             | دومین سمینار شیمی معدنی ایران                                             | بهمن ۱۳۷۰       | الزهراء                           | شیمیدان برجسته         |               |
| ۲  | منصور عابدینی           |                             | ششمین کنگره شیمی و مهندسی شیمی ایران                                      | شهریور ۱۳۷۱     | تهران                             | شیمیدان برجسته         |               |
| ۳  | عباس ترسلی              |                             | یازدهمین سمینار شیمی معدنی ایران                                          | اردیبهشت ۱۳۸۸   | صنعتی اصفهان                      | شیمیدان برجسته         |               |
| ۴  | مهدی رشیدی              | شیراز                       | یازدهمین سمینار شیمی معدنی ایران                                          | اردیبهشت ۱۳۸۸   | صنعتی اصفهان                      | شیمیدان برجسته         |               |
| ۵  | حسین آقابزرگ            |                             | دوازدهمین سمینار شیمی معدنی ایران                                         | شهریور ۱۳۸۹     | گیلان                             | شیمیدان برجسته پیشکسوت |               |
| ۶  | شهرام تنگستانی نژاد     | اصفهان                      | دوازدهمین سمینار شیمی معدنی ایران                                         | شهریور ۱۳۸۹     | گیلان                             | شیمیدان برجسته جوان    |               |
| ۷  | مهدی امیر نصر           |                             | سیزدهمین سمینار شیمی معدنی ایران                                          | شهریور ۱۳۹۰     | رازی کرمانشاه                     | شیمیدان برجسته پیشکسوت |               |
| ۸  | مجید مقدم               | اصفهان                      | سیزدهمین سمینار شیمی معدنی ایران                                          | شهریور ۱۳۹۰     | رازی کرمانشاه                     | شیمیدان برجسته جوان    |               |
| ۹  | حسن کی پور              |                             | پانزدهمین کنگره ملی، سال جهانی شیمی                                       | شهریور ۱۳۹۰     | بوعلی سینا                        | شیمیدان برجسته پیشکسوت |               |
| ۱۰ | ولی اله میرخانی         | اصفهان                      | پانزدهمین کنگره ملی، سال جهانی شیمی                                       | شهریور ۱۳۹۰     | بوعلی سینا                        | شیمیدان برجسته جوان    |               |
| ۱۱ | داریوش مهاجر            |                             | چهاردهمین سمینار شیمی معدنی ایران                                         | شهریور ۱۳۹۱     | صنعتی شریف                        | شیمیدان برجسته پیشکسوت | ----          |
| ۱۲ | علی مرسلی               |                             | چهاردهمین سمینار شیمی معدنی ایران                                         | شهریور ۱۳۹۱     | صنعتی شریف                        | شیمیدان برجسته جوان    |               |
| ۱۳ | سیدجواد سیدزاده صابونچی |                             | پانزدهمین سمینار شیمی معدنی ایران                                         | شهریور ۱۳۹۲     | حکیم سبزوار                       | شیمیدان برجسته پیشکسوت |               |
| ۱۴ | مجتبی باقرزاده          |                             | پانزدهمین سمینار شیمی معدنی ایران                                         | شهریور ۱۳۹۲     | حکیم سبزوار                       | شیمیدان برجسته جوان    |               |
| ۱۵ | محمد حسین حبیبی         |                             | شانزدهمین کنگره شیمی ایران                                                | شهریور ۱۳۹۲     | یزد                               | شیمیدان برجسته پیشکسوت |               |
| ۱۶ | صادق صالح زاده          |                             | شانزدهمین کنگره شیمی ایران                                                | شهریور ۱۳۹۲     | یزد                               | شیمیدان برجسته جوان    |               |
| ۱۷ | داور محمدی بقاعی        |                             | شانزدهمین سمینار شیمی معدنی ایران                                         | ۵–۷ شهریور ۱۳۹۳ | بوعلی سینا                        | شیمیدان برجسته پیشکسوت |               |
| ۱۸ | علیرضا محجوب            |                             | شانزدهمین سمینار شیمی معدنی ایران                                         | شهریور ۱۳۹۳     | بوعلی سینا                        | شیمیدان برجسته جوان    |               |
| ۱۹ | مظفر اسدی               |                             | هفدهمین کنگره ملی شیمی ایران و اولین کنگره شهدای شیمی و مهندسی شیمی ایران | شهریور ۱۳۹۳     | ولی عصر رفسنجان                   | شیمیدان برجسته پیشکسوت |               |
| ۲۰ | ناصر صفری               |                             | هفدهمین کنگره ملی شیمی ایران و اولین کنگره شهدای شیمی و مهندسی شیمی ایران | شهریور ۱۳۹۳     | ولی عصر رفسنجان                   | شیمیدان برجسته جوان    |               |
| ۲۱ | مصطفی محمدپور امینی     |                             | هجدهمین کنگره ملی شیمی ایران                                              | شهریور ۱۳۹۴     | سمنان                             | شیمیدان برجسته پیشکسوت |               |
| ۲۲ | علیرضا بدیعی            |                             | هجدهمین کنگره ملی شیمی ایران                                              | شهریور ۱۳۹۴     | سمنان                             | شیمیدان برجسته جوان    |               |
| ۲۳ | حسین اشتیاق حسینی       |                             | هفدهمین سمینار شیمی معدنی ایران                                           | شهریور ۱۳۹۴     | شهید مدنی آذربایجان               | شیمیدان برجسته پیشکسوت |               |
| ۲۴ | عزت رفیعی               |                             | هفدهمین سمینار شیمی معدنی ایران                                           | شهریور ۱۳۹۴     | شهید مدنی آذربایجان               | شیمیدان برجسته جوان    |               |
| ۲۵ | فائزه فرزانه            |                             | نوزدهمین کنگره شیمی ایران                                                 | اسفند ۱۳۹۵      | شیراز                             | شیمیدان برجسته پیشکسوت | [ ۱۶ ]        |
| ۲۶ | مرتضی منتظر ظهوری       |                             | نوزدهمین کنگره شیمی ایران                                                 | اسفند ۱۳۹۵      | شیراز                             | شیمیدان برجسته جوان    |               |
| ۲۷ | علی اکبر خاندار         |                             | هجدهمین سمینار شیمی معدنی ایران                                           | اسفند ۱۳۹۵      | فردوسی مشهد                       | شیمیدان برجسته پیشکسوت |               |
| ۲۸ | حمیدرضا خواصی           |                             | هجدهمین سمینار شیمی معدنی ایران                                           | اسفند ۱۳۹۵      | فردوسی مشهد                       | شیمیدان برجسته جوان    |               |
| ۲۹ | حمید گلچوبیان           |                             | نوزدهمین سمینار شیمی معدنی ایران                                          | شهریور۱۳۹۶      | پژوهشگاه شیمی و مهندسی شیمی ایران | شیمیدان برجسته کشور    |               |
| ۳۰ | ناهید شاه آبادی         |                             | نوزدهمین سمینار شیمی معدنی ایران                                          | شهریور ۱۳۹۶     | پژوهشگاه شیمی و مهندسی شیمی ایران | شیمیدان برجسته کشور    | [ ۱۷ ] [ ۱۸ ] |
| ۳۱ | حسن حدادزاده            |                             | بیستمین کنگره ملی شیمی انجمن شیمی ایران                                   | تیر ۱۳۹۷        | دانشگاه فردوسی مشهد               | شیمیدان برجسته کشور    | [ ۱۹ ]        |
| ۳۲ | مسعود نبوی‌زاده          | شیراز                       | بیستمین سمینار شیمی معدنی ایران                                           | اسفند ۱۳۹۷      | دانشگاه سیستان و بلوچستان         | شیمیدان برجسته کشور    | [ ۲۰ ] [ ۲۱ ] |
| ۳۳ | محمد کوتی               |                             | بیست و یکمین سمینار شیمی معدنی انجمن شیمی ایران                           | شهریور ۹۸       | دانشگاه اراک                      | شیمیدان برجسته کشور    | [ ۲۲ ] [ ۲۳ ] |
| ۳۴ | ذوالفقار رضوانی         | دانشگاه شهید مدنی آذربایجان | بیست و یکمین کنگره بین‌المللی شیمی ایران                                   | مرداد ۱۴۰۱      | دانشگاه شهید مدنی آذربایجان       | شیمیدان برجسته کشور    |               |

### شیمی فیزیک
|    | نام                  | محل کار              | سمینار                                           | زمان          | محل تجلیل             | عنوان                  | منبع                 |
| ۱  | محمدرضا ارشدی        | صنعتی شریف           | دهمین سمینار شیمی فیزیک ایران                    | اردیبهشت ۱۳۸۶ | اصفهان                | شیمیدان برجسته         |                      |
| ۲  | اصغر زینی اصفهانی    | اصفهان               | سیزدهمین سمینار شیمی فیزیک ایران                 | فروردین ۱۳۸۹  | صنعتی شیراز           | شیمیدان برجسته         |                      |
| ۳  | علی‌اکبر توسلی        | تهران                | پانزدهمین کنگره ملی ایران (کنگره سال جهانی شیمی) | شهریور ۱۳۹۰   | بوعلی سینا            | شیمیدان برجسته پیشکسوت |                      |
| ۴  | علی مقاری            | تهران                | پانزدهمین کنگره ملی (کنگره سال جهانی شیمی)       | شهریور ۱۳۹۰   | بوعلی سینا            | شیمیدان برجسته         |                      |
| ۵  | علی بوشهری           | شیراز                | پانزدهمین کنگره ملی (کنگره سال جهانی شیمی)       | شهریور ۱۳۹۰   | بوعلی سینا            | شیمیدان برجسته         |                      |
| ۶  | غلام‌عباس پارسافر     | صنعتی شریف           | پانزدهمین سمینار شیمی فیزیک ایران                | شهریور ۱۳۹۱   | تهران                 | شیمیدان پیشکسوت        |                      |
| ۷  | حیدرعلی پاکیاری      | شیراز                | پانزدهمین سمینار شیمی فیزیک ایران                | شهریور ۱۳۹۱   | تهران                 | شیمیدان پیشکسوت        |                      |
| ۸  | عباس‌علی رستمی        | مازندران             | شانزدهمین سمینار شیمی فیزیک ایران                | آبان ۱۳۹۲     | مازندران              | شیمیدان برجسته پیشکسوت |                      |
| ۹  | محمدتقی زعفرانی      | تبریز                | شانزدهمین سمینار شیمی فیزیک ایران                | آبان ۱۳۹۲     | مازندران              | شیمیدان برجسته جوان    |                      |
| ۱۰ | بیژن نجفی            | صنعتی اصفهان         | شانزدهمین کنگره ملی ایران                        | شهریور ۱۳۹۲   | یزد                   | شیمیدان برجسته پیشکسوت |                      |
| ۱۱ | حسین اسلامی          | بوشهر                | شانزدهمین کنگره ملی ایران                        | شهریور ۱۳۹۲   | یزد                   | شیمیدان برجسته جوان    |                      |
| ۱۲ | محمدهادی قطعی        | شیراز                | هفدهمین کنگره شیمی ایران                         | شهریور ۱۳۹۳   | ولی عصر رفسنجان       | شیمیدان برجسته پیشکسوت |                      |
| ۱۳ | الهه کفشدار گوهرشادی | فردوسی مشهد          | هفدهمین کنگره شیمی ایران                         | شهریور ۱۳۹۳   | ولی عصر رفسنجان       | شیمیدان برجسته جوان    | [ ۲۴ ] [ ۲۵ ] [ ۲۶ ] |
| ۱۴ | جمشید مفیدی          | تهران                | هفدهمین سمینار شیمی فیزیک ایران                  | آبان ۱۳۹۳     | خواجه نصیر الدین طوسی | شیمیدان برجسته پیشکسوت |                      |
| ۱۵ | مجید جعفریان         | خواجه نصیرالدین طوسی | هفدهمین سمینار شیمی فیزیک ایران                  | آبان ۱۳۹۳     | خواجه نصیرالدین طوسی  | شیمیدان برجسته جوان    |                      |
| ۱۶ | فریدون گبل           | صنعتی شریف           | هجدهمین کنگره شیمی ایران                         | شهریور ۱۳۹۴   | سمنان                 | شیمیدان برجسته پیشکسوت |                      |
| ۱۷ | رحمت صادقی           | کردستان              | هجدهمین کنگره شیمی ایران                         | شهریور ۱۳۹۴   | سمنان                 | شیمیدان برجسته جوان    |                      |
| ۱۸ | فرخ قریب             | شهیدبهشتی            | هجدهمین سمینار شیمی فیزیک ایران                  | اسفند ۱۳۹۴    | تهران-کیش             | شیمیدان برجسته پیشکسوت |                      |
| ۱۹ | محمدرضا حسیندخت      | فردوسی مشهد          | هجدهمین سمینار شیمی فیزیک ایران                  | اسفند ۱۳۹۴    | تهران-کیش             | شیمیدان برجسته جوان    |                      |
| ۲۰ | حبیب اشعثی سرخابی    | تبریز                | نوزدهمین سمینار شیمی فیزیک ایران                 | شهریور ۱۳۹۵   | گیلان                 | شیمیدان برجسته پیشکسوت |                      |
| ۲۱ | حسن سبزیان           | اصفهان               | نوزدهمین سمینار شیمی فیزیک ایران                 | شهریور ۱۳۹۵   | گیلان                 | شیمیدان برجسته جوان    |                      |
| ۲۲ | علی اکبر موسوی موحدی | تهران                | نوزدهمین کنگره شیمی ایران                        | اسفند ۱۳۹۵    | شیراز                 | شیمیدان برجسته پیشکسوت |                      |
| ۲۳ | سعید عزیزیان         | بوعلی سینا           | نوزدهمین کنگره شیمی ایران                        | اسفند ۱۳۹۵    | شیراز                 | شیمیدان برجسته جوان    |                      |
| ۲۴ | حسین ایلوخانی        | بوعلی سینا           | بیستمین سمینار شیمی فیزیک ایران                  | مرداد۱۳۹۶     | اراک                  | شیمیدان برجسته         |                      |
| ۲۵ | عزیز حبیبی           | اردبیل               | بیستمین سمینار شیمی فیزیک ایران                  | مرداد ۱۳۹۶    | اراک                  | شیمیدان برجسته         |                      |
| ۲۶ | عبدالخالق بردبار     | اصفهان               | بیستمین کنگره ملی شیمی انجمن شیمی ایران          | تیر ۹۷        | فردوسی مشهد           | شیمیدان برجسته کشور    | [ ۲۷ ]               |
| ۲۷ | محمدحسن انتظاری      | فردوسی مشهد          | بیست و یکمین سمینار شیمی فیزیک ایران             | شهریور ۹۷     | شهید مدنی آذربایجان   | شیمیدان برجسته کشور    | [ ۲۸ ]               |
| ۲۸ | علی قنادزاده گیلانی  | گیلان                | بیست و دومین کنفرانس شیمی فیزیک انجمن شیمی ایران | مرداد ۱۳۹۸    | زنجان                 | شیمیدان برجسته کشور    | [ ۲۹ ]               |
| ۲۹ | مهدی اسرافیلی دیزجی  | مراغه                | بیست و یکمین کنگره شیمی ایران                    | مرداد ۱۴۰۱    | تبریز                 | شیمیدان برجسته کشور    |                      |
| ۳۰ | حسین فرخپور          | صنعتی اصفهان         | بیست و یکمین کنگره شیمی ایران                    | مرداد ۱۴۰۱    | تبریز                 | شیمیدان برجسته کشور    |                      |

### شیمی کاربردی
|   | نام               | سمینار                                        | زمان        | محل تجلیل          | عنوان          | منبع                        |
| ۱ | جواد صاین         | دومین سمینار شیمی کاربردی ایران               | شهریور ۱۳۹۶ | دانشگاه زنجان      | شیمیدان برجسته | [ ۳۰ ]                      |
| ۲ | علیرضا ختائی      | سومین سمینار شیمی کاربردی انجمن شیمی ایران    | شهریور ۹۷   | دانشگاه بوعلی سینا | شیمیدان برجسته | [ ۳۱ ] [ ۳۲ ] [ ۳۳ ] [ ۳۴ ] |
| ۳ | عبدالرضا میرمحسنی | چهارمین کنفرانس شیمی کاربردی انجمن شیمی ایران | مرداد ۱۳۹۸  | دانشگاه ارومیه     | شیمیدان برجسته | [ ۳۵ ] [ ۳۶ ] [ ۳۷ ]        |